# 寺田裕
寺田 裕（てらだ ひろし、1949年 - ）は日本の文芸評論家。和歌山県生まれ。
1972年、大阪府立大学経済学部卒。1976年、探偵小説専門誌『幻影城』の第1回幻影城新人賞評論部門で「ゲームの規則」が佳作となり、デビューした。受賞時は神戸市在住。第1回の評論部門では、ほかに津井手郁輝が佳作に選ばれている。
幻影城新人賞の受賞者を中心に結成された「影の会」のメンバー。
2002年10月刊行の双葉文庫『匣の中の失楽』巻末に評論が再録されたが、著作権者との連絡が取れない旨が記されている。

## 主な評論
幻影城
- ゲームの規則 （1976年2月号）
- 五色殺戮（ごしきさつりく）「匣の中の失楽」論 （1979年1月号） - 双葉文庫『匣の中の失楽』（竹本健治、2002年10月）巻末に再録